# オートローテーション

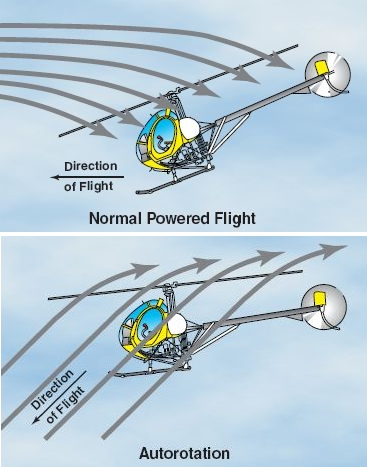
ヘリコプターのローターを通る空気の流れ
上：ローターが動力を得て、空気を下に押し下げ、揚力及び推力を発生している時の状態
下：ローターが動力を失い、緊急着陸を行っている時の状態

オートローテーションとは、ヘリコプターなどのメインローターが、エンジンの出力によって駆動されるのではなく、オートジャイロと同様に、ローターを下から上に通過する空気によって回転している飛行状態をいう。 エンジンから切り離された状態で回転するローターを意味するオートローテーションという用語は、1915年から1920年までのヘリコプター開発の初期の段階から存在していた 。この飛行状態は、固定翼機の滑空と類似したものでもある。
ヘリコプターがオートローテーションを行うのは、通常、エンジンが停止またはテールローターが故障し、機体を安全に着陸させようとする場合である。この手法は、ヘリコプターのパイロットが操縦訓練において教育される、一般的な緊急操作手順である。
動力が正常に供給されているヘリコプターにおいては、空気がメインローター・システムの上方から吸い込まれて下方に排出される。これに対し、オートローテーションにおいては、空気が降下するヘリコプターのローターシステムの下方から上方へと流れる。機械工学的には、エンジンが停止してもメインローターを回転し続けられるようにするフリーホイール機構と、ローターの回転を維持する相対風の空力学的な力によってオートローテーションは実現されている。また、オートローテーションは、エンジンが完全に故障した場合においても、ヘリコプターを安全に着陸させることのできる手段である。このため、シングル・エンジンのヘリコプターが型式証明を得るためには、この能力を有することが必要である。
歴史上最長のオートローテーションは、1972年にジーン・ブーレがアエロスパシアル・ラマにより12,440ｍ（40,814ft）の最高高度を記録した際に行われたものである。その高度では気温が-63°C（-81.4°F）であったため、出力を絞るとエンジンがフレームアウトし、再始動することができなかった。このため、機体は、オートローテーションにより、安全に着陸した。

## 降下および着陸
ヘリコプターにおける「オートローテーション」とは、メインローター・システムがエンジンから切り離され、ローターブレードがローターを下から上に通る空気流のみによって駆動されながら降下することをいう。「フリーホイール機構」とは、エンジンの回転速度がロータの回転速度より遅くなると切り離される、特殊なクラッチである。エンジンが故障した場合、フリーホイール機構がメインローターからエンジンを自動的に切り離し、メインローターが自由に回転できるようにする。
オートローテーションを行う最も一般的な理由は、エンジンの不具合または故障であるが、オートローテーションにおいてはトルクがほとんど生じないため、テールローターが故障またはその機能を完全に損失した場合にも行われる。また、十分な高度が確保されている場合は、オートローテーションはボルテックス・リング・ステートからの回復操作にも用いられる。いずれの場合においても、安全に着陸できるかどうかは、オートローテーションを開始する時のヘリコプターの高度と速度に左右される（height-velocity diagramを参照）。
エンジンに故障が発生する前の状態では、メインローター・ブレードは、その迎角と速度により揚力および推力を発生している。エンジンに故障が発生し、パイロットがコレクティブ・ピッチを下げて推力及び抗力を減少させると、ヘリコプターは降下を開始し、ローター・システムを上方に通過する空気の流れが生じる。この空気の流れは、ヘリコプターが降下している間、メインローターの回転速度を維持するために必要な推力を発生する。オートローテーションの間、テールローターは、メインローター・トランスミッションにより駆動されるため、通常の飛行時と同じように機首方位をコントロールすることができる。
オートローテーションの降下率に影響を与える要因には、密度高度、全備重量、ローター回転速度および前進対気速度がある。降下率のコントロールは、主として対気速度により行われる。対気速度は、通常の飛行と同様に、サイクリック・ピッチ・コントロールで増減することができる。降下速度は、対気速度がゼロの時は高く、ヘリコプター機種および前述の要因の影響を受けるものの約50〜90ノットの時に最小となる。対気速度が最小降下速度が得られる速度以上に増加すると、降下速度は再び増加するようになる。ただし、対気速度がゼロの場合であっても、ローターは、パラシュート並みの抗力係数を有しているため、十分にその効果が得られる 。
オートローテーションでの着陸においては、回転するブレードに蓄えられた運動エネルギーを利用して降下率を減少させることにより、緩やかに着陸する。高い降下率で降下するヘリコプターを停止させるためには、降下率が低い場合よりも多くの運動エネルギーが必要となる。このため、極端に低いまたは高い対気速度でオートロ降下を行うことは、最低降下速度が得られる状態で行うよりも危険を伴う。  
ヘリコプターは、それぞれの機種に応じて、パワーオフ状態の時に最も効率的に滑空できる対気速度がある。最良の対気速度においては、最小の降下率で、最大の滑空距離が得られる。その対気速度は、ヘリコプターの機種に応じて異なるだけではなく、特定の要因（密度高度、風など）によっても異なる。このため、ヘリコプターのオートローテーション速度は、機種に応じ、平均的な気象および風量ならびに通常の搭載量に基づいて設定される。  
高密度高度または高風速環境下において重荷重状態で運用されるヘリコプターでは、降下時の対気速度を若干増加させることにより、最良の性能が得られる。一方、低密度高度において軽荷重状態で運用される場合は、通常の対気速度よりも若干低下させることにより、最良の性能が得られる。このように環境に応じて対気速度を調整することにより、いかなる環境においても、おおむね同じ滑空角でオートローテーションを行い、接地目標地点に進入することが可能となる。最適な滑空角は、通常は17度から20度である。

### オートローテーション領域

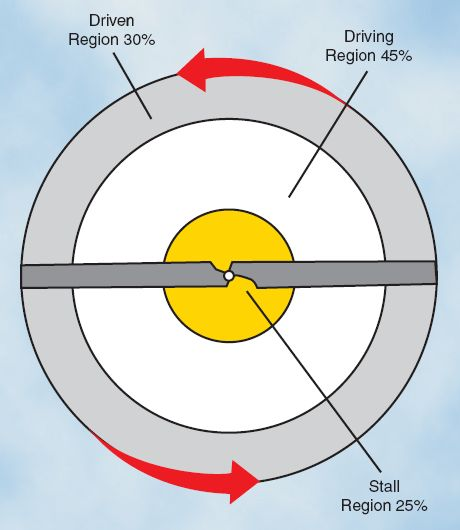
垂直オートローテーション降下時のブレード領域

垂直オートローテーションにおいては、ローター・ディスクは、被駆動領域、駆動領域および失速領域の3つの領域に区分される。これらの領域の大きさは、ブレードのピッチ角、降下率およびローター回転速度に応じて変化する。つまり、オートローテーションの回転速度、プレードのピッチ角または降下率に応じ、各領域の相対的な大きさが変化するのである。
被駆動領域（プロペラ領域とも呼ばれる）は、ブレードの先端の領域である。この領域は、通常、回転半径の30パーセントの部分を占める。被駆動領域であるこの領域は、最も大きな抗力を発生する領域であり、ブレードの回転を減速するように働く。
駆動領域（オートローテーション領域とも呼ばれる）は、通常、ブレード半径の25～70パーセントの部分を占め、オートローテーション中に必要なブレードの回転力を生み出す。駆動領域における空気力学的な合力は、回転軸に対してわずかに前方に傾いており、連続した加速力を発生させる。この傾きが推力を生み出し、ブレードの回転を加速する。駆動領域の大きさは、ブレードのピッチ角、降下率およびローター回転速度に応じて変化する。
ローターブレードの内側25％の領域は、失速領域と呼ばれ、最大迎え角（失速角）を超えているため、抗力を発生し、ブレードの回転を減じるように働く。駆動領域のブレードの加速力が被駆動領域および失速領域の減速力と釣り合うようにコレクティブ・ピッチを調整することで、ローターの回転速度を一定に保つことができる。
パイロットは、駆動領域の大きさをコントロールすることにより、オートローテーション回転速度を調整できる。例えば、コレクティブ・ピッチを引くと、すべての領域における迎え角が増加する。そうすると平衡点がブレードのスパンに沿って内側に移動し、被駆動領域の大きさが増加する。あわせて失速領域も大きくなり、駆動領域は小さくなる。駆動領域の大きさが小さくなると、駆動領域の加速力と回転速度が減少する。

## ブロークン・ウィング賞
ブロークン・ウィング賞は、緊急事態においてオートローテーションを成功させたアメリカ陸軍の隊員に与えられる賞である。陸軍規則672-74によれば、この賞は「緊急事態の際に優れた飛行技術により機体の損傷または人員の損傷を回避あるいは軽減し、飛行中の緊急事態から航空機を回復する間に特別な技能を発揮した」隊員に授与される。